# Ixodes domerguei
Ixodes domerguei este o specie de căpușe din genul Ixodes, familia Ixodidae, descrisă de Uilenberg și Harry Hoogstraal în anul 1965.
Este endemică în Madagascar. Conform Catalogue of Life specia Ixodes domerguei nu are subspecii cunoscute.